# Zawiszów (Świdnica, Baja Silesia)
Zawiszów es una localidad del distrito de Świdnica, en el voivodato de Baja Silesia (Polonia). Se encuentra en el suroeste del país, dentro del término municipal de Świdnica, a unos 6 km al nordeste de la localidad homónima, sede del gobierno municipal y capital del distrito, y a unos 49 al suroeste de Breslavia, la capital del voivodato. Zawiszów perteneció a Alemania hasta 1945.
- Datos: Q8067494
- Multimedia: Zawiszów, powiat świdnicki / Q8067494

1. ↑  Worldpostalcodes.org,código postal n.º 58-100.